# Redan
Redan ist  ein census-designated place (CDP) im DeKalb County im US-Bundesstaat Georgia. Das U.S. Census Bureau hat bei der Volkszählung 2020 eine Einwohnerzahl von 31.749 ermittelt.

## Geographie
Der CDP liegt rund 10 km östlich von Decatur sowie etwa 15 km östlich von Atlanta und wird vom U.S. Highway 278 tangiert.

## Demographische Daten
Laut der Volkszählung von 2010 verteilten sich die damaligen 33.015 Einwohner auf 11.957 bewohnte Haushalte, was einen Schnitt von 2,75 Personen pro Haushalt ergibt. Insgesamt bestehen 13.460 Haushalte. 
68,7 % der Haushalte waren Familienhaushalte (bestehend aus verheirateten Paaren mit oder ohne Nachkommen bzw. einem Elternteil mit Nachkomme) mit einer durchschnittlichen Größe von 3,32 Personen. In 43,2 % aller Haushalte lebten Kinder unter 18 Jahren sowie in 12,2 % aller Haushalte Personen mit mindestens 65 Jahren.
31,7 % der Bevölkerung waren jünger als 20 Jahre, 27,7 % waren 20 bis 39 Jahre alt, 30,7 % waren 40 bis 59 Jahre alt und 9,7 % waren mindestens 60 Jahre alt. Das mittlere Alter betrug 33 Jahre. 45,1 % der Bevölkerung waren männlich und 54,9 % weiblich.
3,0 % der Bevölkerung bezeichneten sich als Weiße, 93,9 % als Afroamerikaner, 0,2 % als Indianer und 0,5 % als Asian Americans. 0,7 % gaben die Angehörigkeit zu einer anderen Ethnie und 1,6 % zu mehreren Ethnien an. 2,4 % der Bevölkerung bestand aus Hispanics oder Latinos.
Das durchschnittliche Jahreseinkommen pro Haushalt lag bei 46.474 USD, dabei lebten 15,0 % der Bevölkerung unter der Armutsgrenze.